# Kenny Stuart
Pour les articles homonymes, voir Stuart.
Kenneth «Kenny» Stuart (né le 25 février 1957 à Penrith  ) est un coureur de fond britannique. Il a remporté le titre de champion du monde de course en montagne 1985 sur le parcours court. Il a également remporté trois titres de champion de Grande-Bretagne de fell running. 

## Biographie
Au début de sa carrière, une scission se crée entre les coureurs professionnels et amateurs dans les courses de fell running. Kenny participe d'abord aux courses en tant que professionnel, puis passe au statut amateur en 1982. Lors de sa première saison complète en tant qu'amateur en 1983, il doit faire face à une compétition serrée avec John Wild, qui avait remporté le championnat de l'année précédente. Kenny remporte la dernière course du championnat en 1983 à Thieveley Pike, devenant ainsi champion britannique. 
Kenny remporte deux autres titres nationaux en 1984 et 1985 . Il établit de nombreux records durant ces années et parmi ces derniers, plusieurs tiennent encore en 2018 : 1 h 2 min 18 s à Skiddaw, 1 h 25 min 34 s à Ben Nevis, 1 h 2 min 29 s à Snowdon  et 3 h 20 min 57 s à l'Ennerdale Horseshoe . En 1985, il remporte le titre de champion du monde sur le parcours court lors du premier Trophée mondial de course en montagne en Italie. 
En 1986, Kenny se tourne vers la course sur route et remporte son premier marathon cette année-là à Glasgow en 2 h 14 min 3 s. Il signe ensuite son meilleur temps du marathon, à Houston en 1989. Sa carrière est écourtée par des problèmes croissants d'allergies et de virus. 
Sa vie et son duel avec John Wild sont racontés dans le livre «Running Hard: l'histoire d'une rivalité» de Steve Chilton.

## Palmarès

### Course en montagne
| no  | masculin           | Course                                                 | Longueur | Départ             | Temps           |
| --- | ------------------ | ------------------------------------------------------ | -------- | ------------------ | --------------- |
| 1re | Médaille d'or      | Course du Ben Nevis                                    | 14 km    | 4 septembre 1982   | 1 h 27 min 12 s |
| 1re | Médaille d'or      | Three Peaks Race                                       | 35,4 km  | 24 avril 1983      | 2 h 53 min 34 s |
| 2e  | Médaille d'argent  | Course du Ben Nevis                                    | 14 km    | 4 septembre 1983   | 1 h 25 min 35 s |
| 1re | Médaille d'or      | Ennerdale Horseshoe                                    | 37 km    | 9 juin 1984        | 3 h 32 min 59 s |
| 3e  | Médaille de bronze | Course du Snowdon                                      | 15,35 km | 21 juillet 1984    | 1 h 5 min 52 s  |
| 1re | Médaille d'or      | Course du Ben Nevis                                    | 14 km    | 1er septembre 1984 | 1 h 25 min 34 s |
| 1re | Médaille d'or      | Ennerdale Horseshoe                                    | 37 km    | 8 juin 1985        | 3 h 20 min 57 s |
| 2e  | Médaille d'argent  | Course de montagne du Danis                            | 11,1 km  | 7 juillet 1985     | 43 min 38 s     |
| 1re | Médaille d'or      | Course du Snowdon                                      | 15,35 km | 20 juillet 1985    | 1 h 2 min 29 s  |
| 5e  | 5e                 | Trophée mondial de course en montagne - Parcours long  | 14,6 km  | 23 septembre 1985  | 1 h 10 min 38 s |
| 1re | Médaille d'or      | Trophée mondial de course en montagne - Parcours court | 8,5 km   | 23 septembre 1985  | 32 min 58 s     |

### Route
| Année | Compétition              | Lieu       | Place | Épreuve       | Performance     |
| ----- | ------------------------ | ---------- | ----- | ------------- | --------------- |
| 1986  | Semi-marathon de La Haye | La Haye    | 2e    | Semi-marathon | 1 h 2 min 55 s  |
| 1986  | Marathon de Glasgow      | Glasgow    | 1er   | Marathon      | 2 h 14 min 4 s  |
| 1987  | Semi-marathon de La Haye | La Haye    | 3e    | Semi-marathon | 1 h 4 min 20 s  |
| 1987  | Marathon de Dublin       | Dublin     | 4e    | Marathon      | 2 h 14 min 56 s |
| 1988  | Marathon de Londres      | Londres    | 14e   | Marathon      | 2 h 13 min 36 s |
| 1988  | Marathon de Berlin       | Berlin     | 7e    | Marathon      | 2 h 13 min 37 s |
| 1988  | Marathon de Houston      | Houston    | 2e    | Marathon      | 2 h 11 min 36 s |
| 1988  | Marathon de Londres      | Londres    | 15e   | Marathon      | 2 h 12 min 53 s |
| 1988  | Marathon de Birmingham   | Birmingham | 4e    | Marathon      | 2 h 15 min 15 s |

## Records
| Épreuve       | Performance     | Date             | Lieu          |
| ------------- | --------------- | ---------------- | ------------- |
| 10 miles      | 48 min 35 s     | 19 novembre 1988 | Carlisle      |
| Semi-marathon | 1 h 3 min 16 s  | 8 juin 1986      | South Shields |
| Marathon      | 2 h 11 min 36 s | 15 janvier 1989  | Houston       |